# Nombre convenido

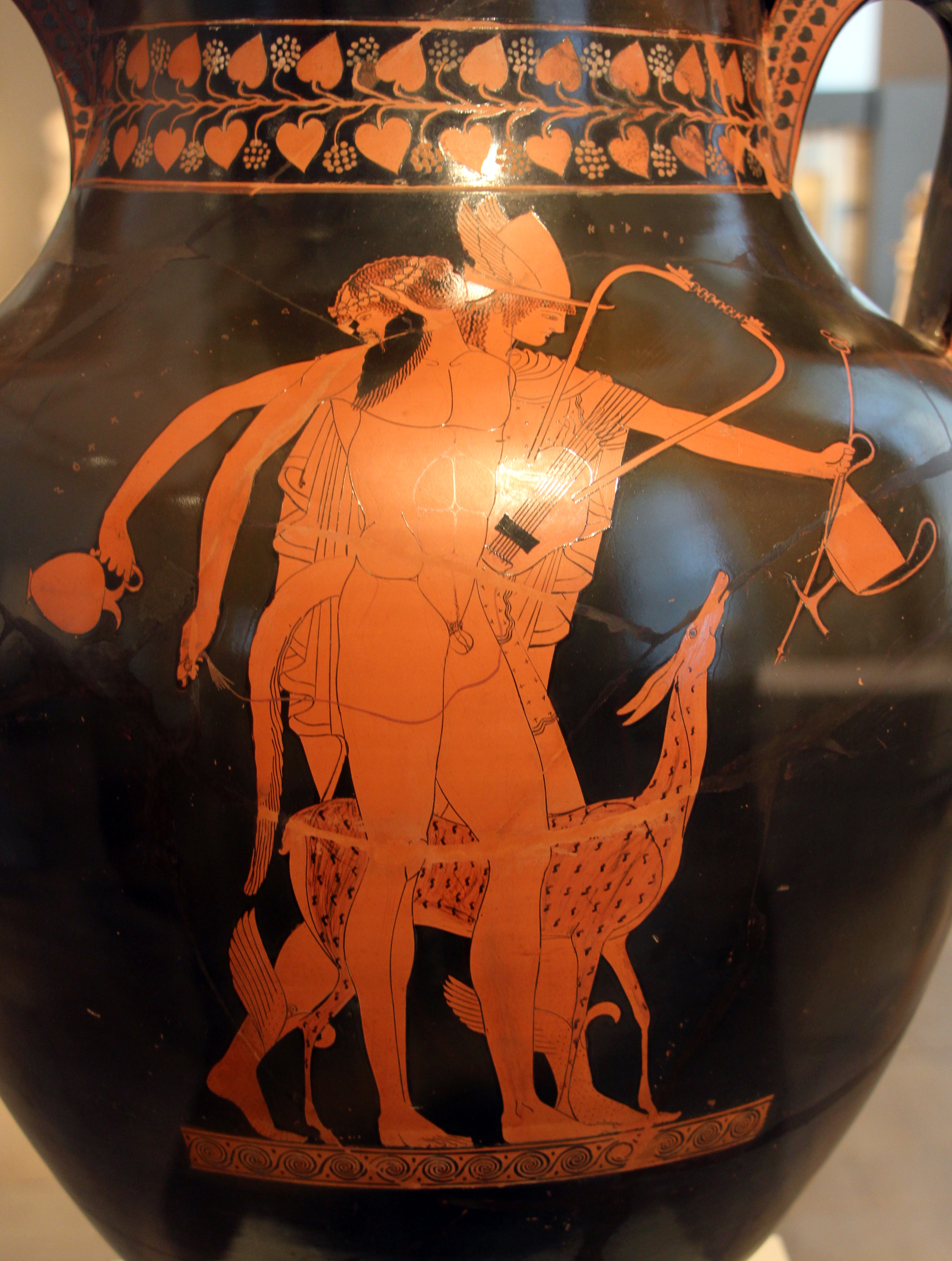
Imagen en el vaso namepiece del Pintor de Berlín

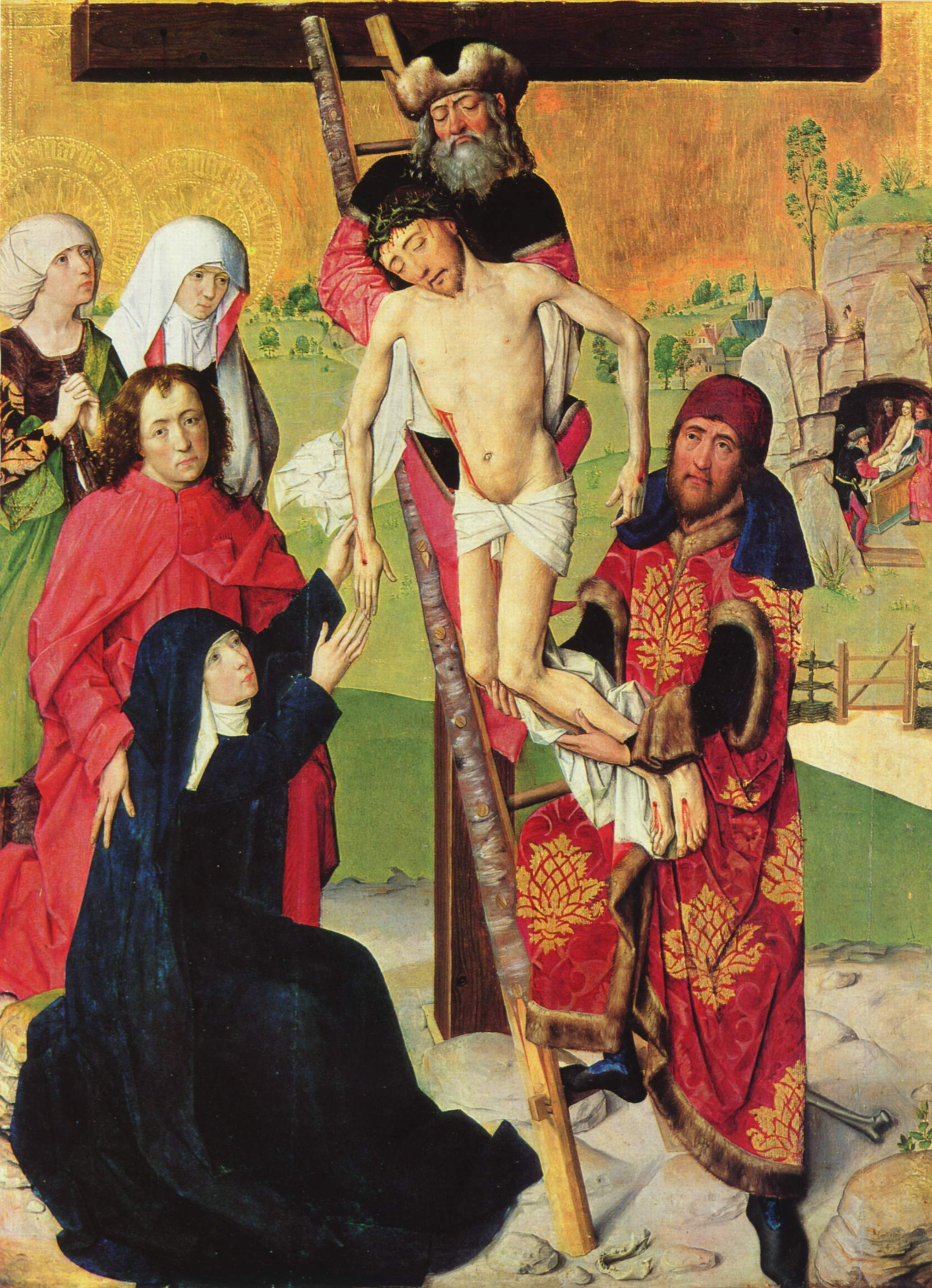
Maestro de la Vida de la Virgen: Descendimiento, Wallraf-Richartz Museum, Colonia.

En historia del arte, un nombre convenido (en inglés, notname; en francés, nom de convention, a veces «nombre de necesidad» o «contingente») es un nombre inventado que se da a un artista cuya identidad se ha perdido. La práctica surgió de la necesidad de dar a tales artistas y sus obras, típicamente sin títulos o con títulos genéricos, un aceptable, aunque insatisfactorio, agrupamiento para evitar la confusión a la hora de catalogar. Las frases nombre provisional, nombre de conveniencia y nombres de emergencia son a veces usados para describir a los maestros anónimos; se usó en el pasado nonce name («nombre por ahora» en inglés).
La práctica de usar nombres genéricos para artistas sin identificar es más habitual en el estudio del arte de la antigüedad, especialmente de la época romana o con artistas del Renacimiento nórdico hasta alrededor del año 1430. Típicamente un seudónimo se aplica después de que se haya establecido por convención en relación con un grupo de obras, en las cuales se aprecian similitudes en el tema, el estilo, la iconografía, la fuente bíblica o ubicación física que permiten ser atribuidas con probabilidad a un individuo o taller, pero que debido a la falta de documentos, el nombre de ese individuo se ha perdido. La agrupación de obras bajo un nombre convenido puede a veces ser disputado; en algunos casos los historiadores del arte han argumentado que la realidad puede ser un grupo o escuela de artistas trabajando bajo una misma influencia o para una demanda comercial. Unir a un maestro llamado de manera genérica con una persona histórica es usualmente algo que parece tentador y excitante, y establecería la reputación de un historiador del arte.
El nombre convenido usualmente depende de la ubicación del artista, el rasgo más distintivo de su obra, o el tema o elemento iconográfico con el que más se le asocia. Algunos nombres convenidos se crean con fundamento en una sola obra de arte, llamada namepiece. Ejemplos bien conocidos serían el Maestro del Follaje Bordado (activo h. 1480 hasta h. 1510) llamado de esta forma por la manera tan distintiva que tiene de pintar la hierba y los árboles, el Maestro de la Vida de la Virgen (activo h. 1463 hasta h. 1490) y el Maestro de la Leyenda de la Magdalena (activo h. 1483 – h. 1527) ambos llamados así por escenas de la Vida de la Virgen que se les atribuyen, el Maestro de la Adoración de los Magos del Prado (activo h. 1475 – 1500) que se llama así por su panel más famoso, y el Maestro de Viena de María de Borgoña (h. 1470 – h. 1480), llamado así por un manuscrito propiedad de una de sus mecenas. El Pintor de Berlín (activo h. años 490-h. años 460 a. C.) recibió este nombre de manos de Sir John Beazley por una gran ánfora con tapa en el Antikensammlung Berlin, la namepiece del Pintor de Berlín.
En el caso de los pintores e iluminadores de los siglos XIV y XV flamencos, franceses y alemanes, el problema es particularmente agudo y surge de una serie de factores. Principalmente, la práctica de firmar y datar obras es algo que raramente se ve e la región hasta la década de los años 1420, y los inventarios de coleccionistas no estaban interesados en los nombres de los artistas. Muchos de los artistas nórdicos no identificados de finales del siglo XIV y principios del XV eran de primera fila, pero debido a que no se pueden relacionar con ninguna figura histórica concreta, han sufrido el abandono de los estudiosos. Es probablemente una perogrullada afirmar que, como dijo Susie Nash, «gran parte de lo que no pueda ser atribuido en firme queda menos estudiado». Algunos historiadores del arte creen que esto ha llevado a una falta de prudencia a la hora de relacionar obras con personas históricas, y que tales conexiones a menudo se basan en evidencias escasas y circunstanciales. Las identidades de una serie de artistas bien conocidas se han basado en una sola obra firmada, documentada o atribuida de otra manera, con obras similares compartiendo un estilo cercano o dentro de un área geográfica también conextada con ese nobre. Ejemplos de esto serían Hugo van der Goes, Robert Campin, Stefan Lochner y Simon Marmion.